# Dani Olmo
Daniel Olmo Carvajal (Terrassa, 7 mei 1998) is een Spaans voetballer die doorgaans als vleugelspeler speelt voor FC Barcelona. Olmo debuteerde in 2019 in het Spaans voetbalelftal.

## Clubcarrière

### Jeugd
Olmo werd geboren in Terrassa, een gemeente in de provincie Barcelona. Hij begon zijn carrière bij RCD Espanyol waar hij voor een korte duur voor uitkwam, maar vertrok al snel naar de jeugdopleiding van FC Barcelona, hij komt uit La Masia. Daarna speelde hij zes jaar in de jeugdopleiding van de club. Hij was gedurende die jaren in elk jeugdteam de aanvoerder. Alleen wist Olmo dat hij nooit zou doorbreken in de hoofdmacht met het toenmalige middenveld bestaande uit Xavi, Andres Iniesta en Sergio Busquets. 

### Dinamo Zagreb
Daarom stapte hij in 2014 over naar de jeugd van Dinamo Zagreb. Olmo maakte op 7 februari 2015 zijn profdebuut voor de Kroatische club, in een wedstrijd in de 1. HNL tegen Lokomotiva Zagreb. Hij speelde in zijn eerste seizoen vijf competitieduels. Het seizoen erop speelde Olmo er één, om daarna uit te groeien tot basisspeler. Hij speelde vijfenhalf jaar bij Dinamo Zagreb, waarin hij tot 124 wedstrijden, 34 goals en 27 assists. Hij won zeven prijzen: hij won viermaal de Kroatische competitie en driemaal de beker. 

### RB Leipzig
Olmo tekende in januari 2020 een contract tot medio 2024 bij RB Leipzig, dat circa 22 miljoen voor hem betaalde, waar hij meteen uitgroeide tot een basisspeler. Hij maakte op 1 februari tegen Borussia Mönchengladbach zijn debuut voor Leipzig en scoorde drie dagen later in de achtste finale van de DFB-Pokal tegen Eintracht Frankfurt zijn eerste doelpunt voor de club. Op 1 juni scoorde hij tegen FC Köln zijn eerste competitiedoelpunt voor Leipzig en twee weken later scoorde hij tweemaal tegen 1899 Hoffenheim. Hij scoorde op 13 augustus in de kwartfinale van de Champions League tegen Atlético Madrid, waarna Leipzig in de halve finale verloor van Paris Saint-Germain.
Hij begon zijn eerste volledige seizoen bij RB Leipzig met twee assists in de competitie-opener tegen FSV Mainz 05. Hij scoorde op 13 mei 2021 in de finale van de DFB-Pokal tegen Borussia Dortmund, dat de wedstrijd met 1-4 won. Hij was goed voor zeven goals en twaalf assists dat seizoen. Het jaar erop stond Leipzig opnieuw in de finale tegen SC Freiburg en viel Olmo in. Hij scoorde vervolgens de derde strafschop in de penaltyreeks, waarna Ermedin Demirović van Freiburg miste. Hij speelde 'maar' 31 wedstrijden dat seizoen omdat hij in de eerste seizoenshelft met blessures kampte. 
Hij begon zijn vijfde seizoen bij Leipzig met een hattrick in de Duitse supercup tegen Bayern München, dat met 0-3 verslagen werd. Vervolgens scoorde hij ook in de eerste twee competitiewedstrijden en gaf hij een assist in de derde, maar daarna speelde hij in de eerste seizoenshelft door blessures nog maar twee wedstrijden in de Bundesliga. 

### FC Barcelona
Op 7 augustus 2024 arriveerde Dani Olmo samen met zijn zaakwaarnemers Andy Bara en Juanma Lopez, zijn vader Miguel Olmo en de directeur voetbal van FC Barcelona, Deco, in Barcelona, om de deal af te ronden waarmee Olmo na 10 jaar zou terugkeren bij de club waar alles begon. RB Leipzig en FC Barcelona bereikten die ochtend een akkoord, waarbij Deco naar Leipzig vloog om samen met Olmo en zijn zaakwaarnemers de onderhandelingen af te ronden. Op 9 augustus 2024 tekende hij zijn contract, en kort daarna werd zijn komst officieel aangekondigd. Hij verbond zich tot medio 2030, met een afkoopclausule van 500 miljoen euro. Hij debuteerde in een uitwedstrijd tegen Rayo Vallecano in de Primera División die met 1-2 werd gewonnen.

## Clubstatistieken
| Seizoen     | Club          | Competitie       | Competitie | Competitie | Competitie | Beker | Beker | Beker | Internationaal | Internationaal | Internationaal | Totaal | Totaal | Totaal |
| Seizoen     | Club          | Competitie       | Wed.       | Dlp.       | Ass.       | Wed.  | Dlp.  | Ass.  | Wed.           | Dlp.           | Ass.           | Wed.   | Dlp.   | Ass.   |
| ----------- | ------------- | ---------------- | ---------- | ---------- | ---------- | ----- | ----- | ----- | -------------- | -------------- | -------------- | ------ | ------ | ------ |
| 2014/15     | Dinamo Zagreb | 1. HNL           | 5          | 0          | 0          | 0     | 0     | 0     | —              | —              | —              | 5      | 0      | 0      |
| 2015/16     | Dinamo Zagreb | 1. HNL           | 1          | 0          | 0          | 1     | 1     | 0     | —              | —              | —              | 2      | 1      | 0      |
| 2016/17     | Dinamo Zagreb | 1. HNL           | 14         | 1          | 5          | 4     | 3     | 0     | —              | —              | —              | 18     | 4      | 5      |
| 2017/18     | Dinamo Zagreb | 1. HNL           | 26         | 8          | 6          | 5     | 1     | 0     | 2              | 0              | 0              | 33     | 9      | 6      |
| 2018/19     | Dinamo Zagreb | 1. HNL           | 25         | 8          | 3          | 3     | 1     | 0     | 16             | 3              | 6              | 44     | 12     | 9      |
| 2019/20     | Dinamo Zagreb | 1. HNL           | 9          | 3          | 3          | 2     | 0     | 0     | 11             | 5              | 4              | 22     | 8      | 7      |
| Club Totaal | Club Totaal   | Club Totaal      | 80         | 20         | 17         | 15    | 6     | 0     | 29             | 8              | 10             | 124    | 34     | 27     |
| 2019/20     | RB Leipzig    | Bundesliga       | 12         | 3          | 1          | 1     | 1     | 0     | 2              | 1              | 0              | 15     | 5      | 1      |
| 2020/21     | RB Leipzig    | Bundesliga       | 32         | 5          | 10         | 6     | 1     | 2     | 8              | 1              | 0              | 46     | 7      | 12     |
| 2021/22     | RB Leipzig    | Bundesliga       | 19         | 3          | 3          | 4     | 1     | 1     | 8              | 0              | 1              | 31     | 4      | 5      |
| 2022/23     | RB Leipzig    | Bundesliga       | 23         | 2          | 5          | 5     | 3     | 5     | 3              | 0              | 1              | 31     | 5      | 11     |
| 2023/24     | RB Leipzig    | Bundesliga       | 21         | 4          | 5          | 1     | 3     | 0     | 3              | 1              | 0              | 25     | 8      | 5      |
| Club Totaal | Club Totaal   | Club Totaal      | 107        | 17         | 24         | 17    | 9     | 8     | 24             | 3              | 2              | 148    | 29     | 34     |
| 2024/25     | FC Barcelona  | Primera División | 1          | 1          | 0          | 0     | 0     | 0     | 0              | 0              | 0              | 1      | 1      | 0      |
| Club Totaal | Club Totaal   | Club Totaal      | 0          | 1          | 0          | 0     | 0     | 0     | 0              | 0              | 0              | 1      | 1      | 0      |
| TOTAAL      | TOTAAL        | TOTAAL           | 187        | 38         | 41         | 32    | 15    | 8     | 53             | 11             | 12             | 283    | 64     | 61     |

Bijgewerkt op 7 augustus 2024.

## Interlandcarrière
Olmo kwam uit voor meerdere Spaanse nationale jeugdploegen. Hij was met Spanje –17 actief op het EK –17 van 2015 en won met Spanje –21 het EK –21 van 2019. Olmo debuteerde op 15 november 2019 in het Spaans voetbalelftal, in een met 7–0 gewonnen EK-kwalificatiewedstrijd tegen Malta. Hij maakte zelf de 5–0. Hij maakte deel uit van de selectie die op het EK 2020 de halve finale bereikte en ging ook mee naar het WK 2022, waarin hij in de openingswedstrijd tegen Costa Rica scoorde. In dat toernooi werd Spanje uitgeschakeld in de achtste finale.
Hij werd op 7 juni 2024 door bondscoach Luis de la Fuente opgenomen in de Spaanse selectie voor het EK 2024 in Duitsland. Hij scoorde in zowel de achtste finale tegen Georgië, de kwartfinale tegen Duitsland en de halve finale tegen Frankrijk en stond in de basis tijdens de met 2-1 gewonnen finale tegen Engeland.
| Interlands van Dani Olmo voor Spanje | Interlands van Dani Olmo voor Spanje | Interlands van Dani Olmo voor Spanje | Interlands van Dani Olmo voor Spanje | Interlands van Dani Olmo voor Spanje | Interlands van Dani Olmo voor Spanje |
| №                                    | Datum                                | Wedstrijd                            | Uitslag                              | Competitie                           | Goals                                |
| Als speler bij RB Leipzig            | Als speler bij RB Leipzig            | Als speler bij RB Leipzig            | Als speler bij RB Leipzig            | Als speler bij RB Leipzig            | Als speler bij RB Leipzig            |
| ------------------------------------ | ------------------------------------ | ------------------------------------ | ------------------------------------ | ------------------------------------ | ------------------------------------ |
| 1.                                   | 15 november 2019                     | Spanje – Malta                       | 7 – 0                                | Kwalificatie EK 2024                 | 69'                                  |
| 2.                                   | 6 september 2020                     | Spanje – Oekraïne                    | 4 – 0                                | Nations League 2020/21               |                                      |
| 3.                                   | 7 oktober 2020                       | Portugal – Spanje                    | 0 – 0                                | Vriendschappelijk                    |                                      |
| 4.                                   | 10 oktober 2020                      | Spanje – Zwitserland                 | 1 – 0                                | Nations League 2020/21               |                                      |
| 5.                                   | 13 oktober 2020                      | Oekraïne – Spanje                    | 1 – 0                                | Nations League 2020/21               |                                      |
| 6.                                   | 11 november 2020                     | Nederland – Spanje                   | 1 – 1                                | Vriendschappelijk                    |                                      |
| 7.                                   | 14 november 2021                     | Zwitserland – Spanje                 | 1 – 1                                | Nations League 2020/21               |                                      |
| 8.                                   | 17 november 2021                     | Spanje – Duitland                    | 6 – 0                                | Nations League 2020/21               |                                      |
| 9.                                   | 25 maart 2021                        | Spanje – Griekenland                 | 1 – 1                                | Kwalificatie WK 2022                 |                                      |
| 10.                                  | 28 maart 2021                        | Georgië – Spanje                     | 1 – 2                                | Kwalificatie WK 2022                 | 90+2'                                |
| 11.                                  | 31 maart 2021                        | Spanje – Kosovo                      | 3 – 1                                | Kwalificatie WK 2022                 | 34'                                  |
| 12.                                  | 14 juni 2021                         | Spanje – Zweden                      | 0 – 0                                | EK 2020                              |                                      |
| 13.                                  | 19 juni 2021                         | Spanje – Polen                       | 1 – 1                                | EK 2020                              |                                      |
| 14.                                  | 28 juni 2021                         | Kroatië – Spanje                     | 3 – 5                                | EK 2020                              |                                      |
| 15.                                  | 2 juli 2021                          | Zwitserland – Spanje                 | 1 – 1 (2 – 4 n.s.)                   | EK 2020                              |                                      |
| 16.                                  | 6 juli 2021                          | Italië – Spanje                      | 1 – 1 (5 – 3 n.s.)                   | EK 2020                              |                                      |
| 17.                                  | 11 november 2021                     | Griekenland – Spanje                 | 0 – 1                                | Kwalificatie WK 2022                 |                                      |
| 18.                                  | 14 november 2021                     | Spanje – Zweden                      | 1 – 0                                | Kwalificatie WK 2022                 |                                      |
| 19.                                  | 26 maart 2022                        | Spanje – Albanië                     | 2 – 1                                | Vriendschappelijk                    | 90'                                  |
| 20.                                  | 29 maart 2022                        | Spanje – IJsland                     | 5 – 0                                | Vriendschappelijk                    |                                      |
| 21.                                  | 2 juni 2022                          | Spanje – Portugal                    | 1 – 1                                | Nations League 2022/23               |                                      |
| 22.                                  | 5 juni 2022                          | Tsjechië – Spanje                    | 2 – 2                                | Nations League 2022/23               |                                      |
| 23.                                  | 9 juni 2022                          | Zwitserland – Spanje                 | 0 – 1                                | Nations League 2022/23               |                                      |
| 24.                                  | 12 juni 2022                         | Spanje – Tsjechië                    | 2 – 0                                | Nations League 2022/23               |                                      |
| 25.                                  | 17 november 2022                     | Jordanië – Spanje                    | 1 – 3                                | Vriendschappelijk                    |                                      |
| 26.                                  | 23 november 2022                     | Spanje – Costa Rica                  | 7 – 0                                | WK 2022                              | 11'                                  |
| 27.                                  | 27 november 2022                     | Spanje – Duitsland                   | 1 – 1                                | WK 2022                              |                                      |
| 28.                                  | 1 december 2022                      | Japan – Spanje                       | 2 – 1                                | WK 2022                              |                                      |
| 29.                                  | 6 december 2022                      | Marokko – Spanje                     | 0 – 0 (3 – 0 n.s.)                   | WK 2022                              |                                      |
| 30.                                  | 25 maart 2023                        | Spanje – Noorwegen                   | 3 – 0                                | Kwalificatie EK 2024                 | 13'                                  |
| 31.                                  | 18 juni 2023                         | Kroatië – Spanje                     | 0 – 0 (4 – 5 n.s.)                   | Nations League 2022/23               |                                      |
| 32.                                  | 8 september 2023                     | Georgië – Spanje                     | 1 – 7                                | Kwalificatie EK 2024                 | 38'                                  |
| 33.                                  | 26 maart 2024                        | Spanje – Brazilië                    | 3 – 3                                | Vriendschappelijk                    | 36'                                  |
| 34.                                  | 15 juni 2024                         | Spanje – Kroatië                     | 3 – 0                                | EK 2024                              |                                      |
| 35.                                  | 24 juni 2024                         | Albanië – Spanje                     | 0 – 1                                | EK 2024                              |                                      |
| 36.                                  | 30 juni 2024                         | Spanje – Georgië                     | 4 – 1                                | EK 2024                              | 83'                                  |
| 37.                                  | 5 juli 2024                          | Spanje – Duitsland                   | 2 – 1                                | EK 2024                              | 51'                                  |
| 38.                                  | 9 juli 2024                          | Spanje – Frankrijk                   | 2 – 1                                | EK 2024                              | 25'                                  |
| 39.                                  | 14 juli 2024                         | Spanje – Engeland                    | 2 – 1                                | EK 2024                              |                                      |

Bijgewerkt op 14 juli 2024.

## Erelijst
| Competitie                  | Aantal        | Jaren                              |
| Dinamo Zagreb               | Dinamo Zagreb | Dinamo Zagreb                      |
| --------------------------- | ------------- | ---------------------------------- |
| 1. HNL                      | 4×            | 2014/15, 2015/16, 2017/18, 2018/19 |
| Hrvatski nogometni kup      | 3×            | 2014/15, 2015/16, 2017/18          |
| Hrvatski nogometni superkup | 1×            | 2019                               |
| RB Leipzig                  |               |                                    |
| DFB-Pokal                   | 2×            | 2021/22, 2022/23                   |
| DFB-Supercup                | 1×            | 2023                               |
| FC Barcelona                |               |                                    |
| Primera División            | 1×            | 2024/25                            |
| Copa del Rey                | 1×            | 2024/25                            |
| Supercopa de España         | 1×            | 2024/25                            |
| Spanje –21                  |               |                                    |
| UEFA EK onder 21            | 1×            | 2019                               |
| Spanje                      |               |                                    |
| UEFA EK                     | 1×            | 2024                               |
| UEFA Nations League         | 1×            | 2022/23                            |